# Flammarionov drvorez
Flammarionov drvorez je drvorez na pločama poprečnog presjeka nepoznatog umjetnika, a naziv je dobio zato što ga je Camille Flammarion prvi puta spomenuo i dokumentirao 1888. u knjizi L'atmosphère: météorologie populaire ("Atmosfera: Popularna meteorologija"). To umjetničko djelo se često krivo spominje kao običan drvorez. Prikazuje putnika koji stiže do kraja svijeta i proviri na drugu stranu zamišljene granice. Prema navodima, predstavlja srednjovjekovnu kozmologiju, kao što je ravna Zemlja, te vjerojatno metaforički prikaz znanstvenog ili mističnog traganja za znanjem.

## Vanjske poveznice
- Prikaz umjetničkog djela  Arhivirana inačica izvorne stranice od 15. ožujka 2016. (Wayback Machine)